# NGC 138
NGC 138은 물고기자리 방향에 있는 정상나선은하이다.